# Dąb Blaszak

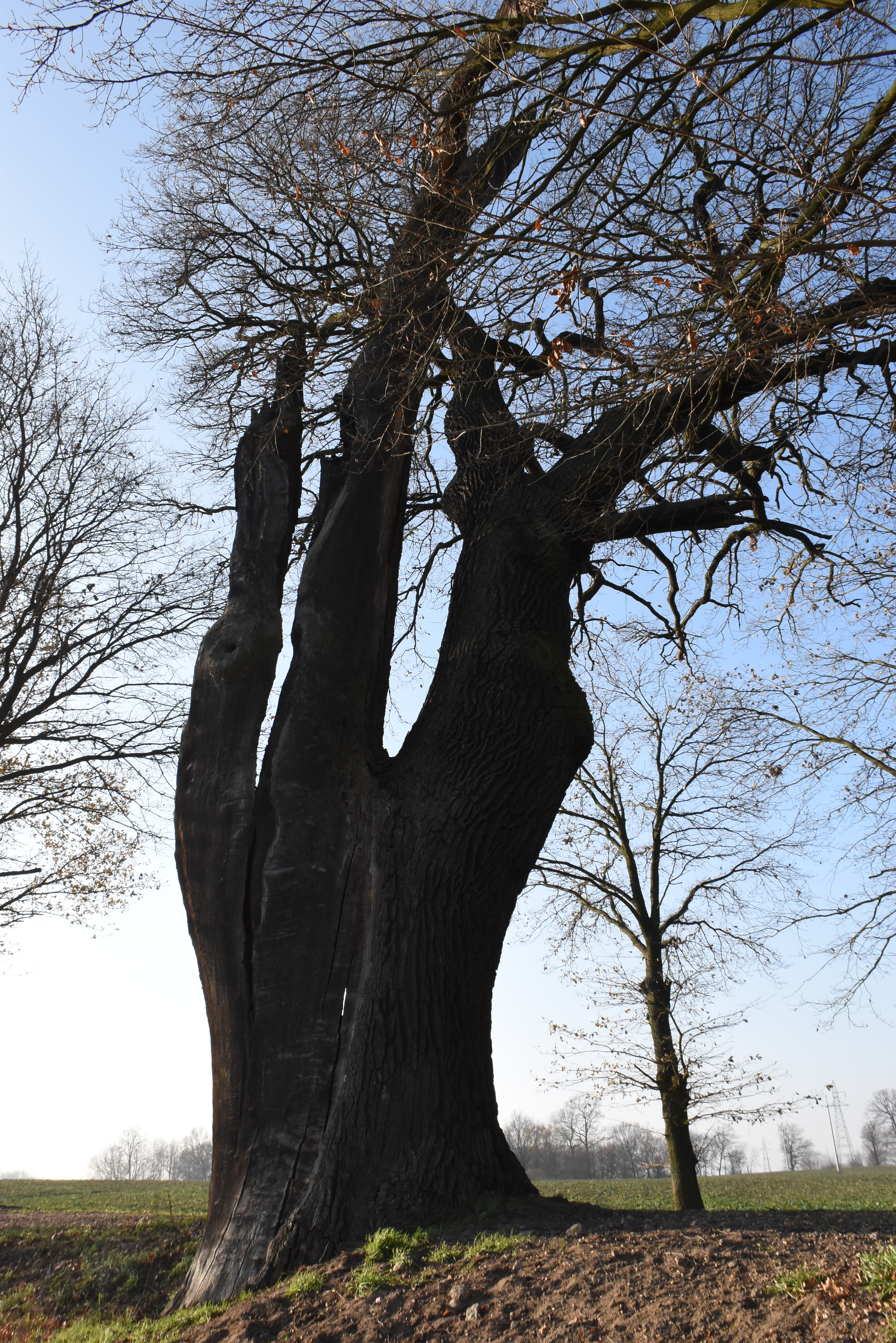
Dąb Blaszak (Blaszany) w Henrykowie

Dąb Blaszak (Blaszany) – historyczny pomnik przyrody, dąb szypułkowy rosnący na terenie gminy Szprotawa (powiat żagański). Drzewo mierzy w obwodzie 735 cm (2020).
Drzewo to identyfikowane jest z pomnikiem przyrody z okresu przed II wojną światową, wzmiankowane w niemieckojęzycznej literaturze przedmiotu jako Blecheiche. Niemiecki przyrodnik Th. Schube opisał dąb w 1916, podając jego obwód 6,05 m. Okaz nazwano „dębem blaszanym” z powodu wielu stalowych okuć spinających uszkodzenia.
Po 1945 wartość kulturowa pomnika uległa zatarciu i zapomnieniu. Drzewo jest datowane na ok. 565 lat, jednak szacunek ten może być zaburzony wskutek obumarcia jednego z konarów. W bezpośrednim pobliżu, na terenie parku pałacowego, rośnie Dąb Henryk, mierzący w obwodzie 635 cm.